# Hans van der Hoek
Johannes Willem (Hans) van der Hoek (Rotterdam, 5 mei 1933 – 4 februari 2017) was een Nederlands voetballer die onder contract stond bij Feyenoord, SC Enschede en ADO.

## Statistieken

### Clubverband
| Seizoen | Club        | Land      | Competitie    | Wed. | Goals |
| ------- | ----------- | --------- | ------------- | ---- | ----- |
| 1950/51 | Feyenoord   | Nederland | Eerste klasse | -    | -     |
| 1951/52 | Feyenoord   | Nederland | Eerste klasse | -    | -     |
| 1952/53 | Feyenoord   | Nederland | Eerste klasse | -    | -     |
| 1953/54 | Feyenoord   | Nederland | Eerste klasse | -    | -     |
| 1954/55 | Feyenoord   | Nederland | Eerste klasse | -    | -     |
| 1955/56 | Feyenoord   | Nederland | Hoofdklasse   | -    | -     |
| 1956/57 | Feyenoord   | Nederland | Eredivisie    | 26   | 1     |
| 1957/58 | Feyenoord   | Nederland | Eredivisie    | 24   | 0     |
| 1958/59 | Feyenoord   | Nederland | Eredivisie    | 5    | 2     |
| 1959/60 | Feyenoord   | Nederland | Eredivisie    | 0    | 0     |
| 1960/61 | SC Enschede | Nederland | Eredivisie    | 12   | 0     |
| 1961/62 | ADO         | Nederland | Eredivisie    | 29   | 1     |
| Totaal  | Totaal      | Totaal    | Totaal        | 96   | 4     |

### Nederlands elftal
| Interlands van Hans van der Hoek | Interlands van Hans van der Hoek | Interlands van Hans van der Hoek | Interlands van Hans van der Hoek | Interlands van Hans van der Hoek | Interlands van Hans van der Hoek |
| No.                              | Datum                            | Wedstrijd                        | Uitslag                          | Wedstrijdverband                 | Goals                            |
| -------------------------------- | -------------------------------- | -------------------------------- | -------------------------------- | -------------------------------- | -------------------------------- |
| 1.                               | 27 september 1953                | Noorwegen - Nederland            | 4-0                              | Vriendschappelijk                | 0                                |
| 2.                               | 24 oktober 1954                  | België - Nederland               | 4-3                              | Vriendschappelijk                | 0                                |